# Дитина — таємниця матері
Дитина — таємниця матері (тур. Annenin Sırrıdır Çocuk) — турецький серіал у жанрі  драми створений компанією NTC Medya.
Перша серія вийшла в ефір 6 квітня 2022 року.
Серіал має 1 сезон. Завершився 11-м епізодом, який вийшов у ефір 15 червня 2022 року.
Режисер серіалу — Муге Угурлар.
Сценарист серіалу — Макбуле Косиф.
В головних ролях — Ірем Хельвачіоглу, Енгін Озтюрк, Олгун Токер, Селін Єнінчі.

## Сюжет
Подружня пара Чинар і Дефне чекають на малюка, з нетерпінням рахують дні до його народження. Якось Чинар приходить із роботи дуже радісний – він знайшов інвестора для своєї компанії, яка перебуває на межі банкрутства. Але побачивши інвестора, Дефне жахається - тому що це Садун, її колишній чоловік, якого вона намагалася забути, і почала життя з чистого аркуша. Чинар не в курсі того, що відбувається навколо, а Дефне боїться, що сімейна ідилія буде зруйнована. Вона намагається втекти від своїх страхів, але буде змушена зіткнутися з ними віч-на-віч. До того ж, вона ще не знає про плани Мер'єм, їхню покоївку, яка готує для Дефне нові випробування. Кожен із персонажів зберігає свої таємниці.

## Актори і ролі
| Актор             | Роль         |
| ----------------- | ------------ |
| Ірем Хельвачіоглу | Дефне Йилмаз |
| Енгін Озтюрк      | Садун Кенан  |
| Олгун Токер       | Чинар Йилмаз |
| Селін Єнінчі      | Мер'єм       |
| Ахмет Варлі       |              |
| Демет Гюль        |              |
| Селім Ердоган     |              |
| Біргул Улусой     |              |

## Сезони
| Сезон          | Епізоди | Епізоди | Оригінальний показ | Оригінальний показ | Оригінальний показ |
| Сезон          | Епізоди | Епізоди | Перший показ       | Останній показ     | Мережа             |
| -------------- | ------- | ------- | ------------------ | ------------------ | ------------------ |
| Сезон 1 (2022) | 11      | 11      | 6 квітня 2022      | 15 червня 2022     | TV8                |

## Рейтинги серій
| Серія      | Рейтинг (TOTAL) | Рейтинг (AB) | Рейтинг (ABC1) |
| ---------- | --------------- | ------------ | -------------- |
| 1          | 2.14            | 1.82         | 2.72           |
| 2          | 2.67            | 2.20         | 3.02           |
| 3          | 3.82            | 2.86         | 3.45           |
| 4          | 3.18            | 2.72         | 3.14           |
| 5          | 3.34            | 2.88         | 3.24           |
| 6          | 3.43            | 3.15         | 3.35           |
| 7          | 3.24            | 3.15         | 3.35           |
| 8          | 2.67            | 2.05         | 3.03           |
| 9          | 2.62            | 1.75         | 2.47           |
| 10         | 1.83            | 1.38         | 1.99           |
| 11 (фінал) | 2,63            | 2,34         | 2,74           |